# Uliga
Uliga é uma cidade nas ilhas Marshall. Está localizada no oeste do atol Majuro. Tem 2144 habitantes (1988) e uma área de 0,293 km².